# 西布蘭奇鎮區 (密歇根州迪金森縣)
西布蘭奇鎮區（英語：West Branch Township）是位於美國密歇根州迪金森縣的一個行政鎮區。

## 地方資料
西布蘭奇鎮區的面積為289.69平方千米，當中陸地面積為288.68平方千米，而水域面積為1.01平方千米。根據2020年美國人口普查的數據，當地共有人口51人，而人口密度為每平方千米0.18人。